# Les Baigneuses (film)
Pour les articles homonymes, voir Les Baigneuses.
Pour plus de détails, voir Fiche technique et Distribution.
Les Baigneuses est un film français réalisé par Viviane Candas, sorti en 2003.

## Fiche technique
- Titre : Les Baigneuses
- Réalisation : Viviane Candas
- Scénario : Viviane Candas
- Photographie : Jacques Loiseleux
- Son : Jean-Luc Bardyn
- Décors : Max Berto
- Costumes : Christine Lamblin
- Musique : Daniel Teruggi
- Montage : Claudine Dumoulin
- Production : Gémini Films - Ognon Pictures
- Pays d'origine :  France
- Genre : comédie dramatique
- Durée : 83 minutes
- Date de sortie : France - 22 janvier 2003

## Distribution
- Jean-Pierre Kalfon : Lebel
- Ann-Gisel Glass : Nana
- André Marcon : le clochard
- Nadège Beausson-Diagne : Rita
- Carolkim Tran : Kim
- Grégory Fitoussi : Nico
- Laurence Gormezano : Fame
- Charlie Bazire : Justine